# Альберта Бріанті
Альберта Бріанті (італ. Alberta Brianti; нар. 5 квітня 1980) — колишня італійська професійна тенісистка.
Найвищу одиночну позицію рейтингу WTA — ранг 55 досягнула 13 червня 2011, парну — ранг 68 — 13 лютого 2012 року.

## Фінали турнірів WTA

### Одиночний розряд: 2 (1–1)
| Легенда: починаючи з 2009 |
| ------------------------- |
| Grand Slam (0–0)          |
| WTA Championships (0–0)   |
| Premier Mandatory (0–0)   |
| Premier 5 (0–0)           |
| Premier (0–0)             |
| International (1–1)       |

| Титули за покриттям |
| ------------------- |
| Тверде (0–1)        |
| Трава (0–0)         |
| Ґрунт (1–0)         |
| Килим (0–0)         |

| Результат | Ранг | Дата           | Турнір                               | Покриття | Опонент      | Рахунок  |
| --------- | ---- | -------------- | ------------------------------------ | -------- | ------------ | -------- |
| Поразка   | 1.   | 2 вересня 2009 | Guangzhou International Women's Open | Тверде   | Шахар Пеєр   | 6–3, 6–4 |
| Перемога  | 1.   | 24 квітня 2011 | Гран-прі принцеси Лалли Мер'єм, Fes  | Ґрунт    | Симона Халеп | 6–4, 6–3 |

### Парний розряд: 4 (2–2)
| Легенда: до 2009        | Легенда: починаючи з 2009 |
| ----------------------- | ------------------------- |
| Grand Slam (0–0)        |                           |
| WTA Championships (0–0) |                           |
| Tier I (0–0)            | Premier Mandatory (0–0)   |
| Tier II (0–0)           | Premier 5 (0–0)           |
| Tier III (0–1)          | Premier (0–0)             |
| Tier IV & V (0–0)       | International (2–1)       |

| Титули за покриттям |
| ------------------- |
| Тверде (1–1)        |
| Трава (0–0)         |
| Ґрунт (1–0)         |
| Килим (0–0)         |

| Результат | Ранг | Дата           | Турнір                                        | Покриття | Партнер         | Опоненти                        | Рахунок  |
| --------- | ---- | -------------- | --------------------------------------------- | -------- | --------------- | ------------------------------- | -------- |
| Поразка   | 1.   | 12 жовтня 2007 | Sunfeast Open, Kolkata                        | Тверде   | Марія Коритцева | Алла Кудрявцева Ваня Кінг       | 6–1, 6–4 |
| Перемога  | 1.   | 17 квітня 2010 | Internazionali Femminili di Tennis di Palermo | Ґрунт    | Сара Еррані     | Джилл Крейбас Юлія Гергес       | 6–4, 6–1 |
| Перемога  | 2.   | 27 серпня 2011 | Texas Tennis Open, Dallas                     | Тверде   | Сорана Кирстя   | Алізе Корне Полін Пармантьє     | 7–5, 6–3 |
| Поразка   | 2.   | 28 липня 2012  | Baku Cup                                      | Тверде   | Ева Бірнерова   | Ірина Бурячок Валерія Соловйова | 3–6, 2–6 |

## Фінали ITF
| Турніри $100,000 |
| Турніри $75,000  |
| Турніри $50,000  |
| Турніри $25,000  |
| Турніри $10,000  |

### Одиночний розряд: 27 (9–18)
| Результат | Ранг | Дата              | Турнір                        | Покриття   | Опонент              | Рахунок          |
| --------- | ---- | ----------------- | ----------------------------- | ---------- | -------------------- | ---------------- |
| Поразка   | 1.   | 6 лютого 2000     | Стамбул, Туреччина            | Тверде (i) | Caroline Raba        | 4-6 4-6          |
| Поразка   | 2.   | 18 лютого 2001    | Фару, Португалія              | Тверде     | Саекі Міхо           | 3-6 1-6          |
| Перемога  | 3.   | 21 травня 2001    | Гімарайнш, Португалія         | Ґрунт      | Сабіне Клашка        | 6-2 6-4          |
| Перемога  | 4.   | 20 липня 2002     | Frinton, Велика Британія      | Трава      | Ганна Коллін         | 6-2 6-4          |
| Перемога  | 5.   | 4 серпня 2002     | Понтеведра, Іспанія           | Тверде     | Фредеріка Пієдаде    | 6-4 3-6 6-0      |
| Перемога  | 6.   | 11 серпня 2002    | Віго, Іспанія                 | Тверде     | Фредеріка Пієдаде    | 6-2 7-5          |
| Поразка   | 7.   | 9 лютого 2003     | Бергамо, Італія               | Тверде (i) | Віраг Немет          | 5-7 7-5 6-7(4-7) |
| Перемога  | 8.   | 14 березня 2004   | Рим, Італія                   | Ґрунт      | Tereza Veverková     | 6-4 4-6 6-2      |
| Поразка   | 9.   | 9 жовтня 2005     | Нант, Франція                 | Тверде (i) | Крістіна Барруа      | 4-6 2-6          |
| Перемога  | 10.  | 26 лютого 2006    | Saint-Georges, Канада         | Тверде (i) | Домініка Цібулкова   | 6-4 6-2          |
| Поразка   | 11.  | 5 березня 2006    | Клірвотер, США                | Тверде     | Кларіса Фернандес    | 5-7 2-6          |
| Перемога  | 12.  | 25 березня 2006   | Санкт-Петербург, Росія        | Тверде (i) | Алла Кудрявцева      | 6-1 6-4          |
| Поразка   | 13.  | 9 квітня 2006     | Путіньяно, Італія             | Тверде     | Роміна Опранді       | 1-6 6-1 4-6      |
| Поразка   | 14.  | 19 листопада 2006 | Довіль (Кальвадос), Франція   | Ґрунт      | Вікторія Кутузова    | 1-6 2-6          |
| Поразка   | 15.  | 4 лютого 2007     | Ортізеї, Італія               | Килим (i)  | Каролін Возняцкі     | 6-4 5-7 3-6      |
| Перемога  | 16.  | 21 жовтня 2007    | Сен-Рафаель (Вар), Франція    | Тверде (i) | Стефані Форец        | 6-4 6-4          |
| Поразка   | 17.  | 19 квітня 2008    | Барі, Італія                  | Ґрунт      | Аранча Рус           | 6-2 5-7 3-6      |
| Поразка   | 18.  | 7 жовтня 2008     | Barnstaple, Great Britain     | Тверде (i) | Енн Кеотавонг        | 4-6 2-6          |
| Поразка   | 19.  | 26 жовтня 2008    | Сагне (місто), Канада         | Тверде (i) | Алекса Ґлетч         | 3-6 1-6          |
| Перемога  | 20   | 28 вересня 2010   | Нінбо, КНР                    | Тверде     | Магдалена Рибарикова | 6-4 6-4          |
| Поразка   | 21.  | 7 липня 2013      | Денен, Франція                | Ґрунт      | Тельяна Перейра      | 4-6 5-7          |
| Поразка   | 22.  | 18 серпня 2013    | Крайова, Румунія              | Ґрунт      | Крістіна Кучова      | 5-7 6-3 4-6      |
| Поразка   | 23.  | 30 вересня 2013   | Будапешт, Угорщина            | Ґрунт      | Катержина Сінякова   | 6-3 2-6 1-6      |
| Поразка   | 24.  | 13 жовтня 2013    | Сан-Кугат-дал-Бальєс, Іспанія | Ґрунт      | Аранча Рус           | 4-6 6-2 2-6      |
| Поразка   | 25.  | 8 вересня 2014    | Сен-Мало, Франція             | Ґрунт      | Каріна Віттгефт      | 0-6 1-6          |
| Поразка   | 26.  | 9 листопада 2014  | Бат (Англія), Велика Британія | Тверде (i) | Штефані Фогт         | 3-6 6-7(3-7)     |
| Поразка   | 27.  | 27 серпня 2017    | Caslano, Швейцарія            | Ґрунт      | Karin Kennel         | 3-6 0-6          |

### Парний розряд: 17 (11-6)
| Турніри $100,000 |
| Турніри $75,000  |
| Турніри $50,000  |
| Турніри $25,000  |
| Турніри $10,000  |

| Результат | Ранг | Дата            | Турнір                        | Покриття   | Партнер              | Опоненти                             | Рахунок          |
| --------- | ---- | --------------- | ----------------------------- | ---------- | -------------------- | ------------------------------------ | ---------------- |
| Перемога  | 1.   | 27 липня 1998   | Катанія, Італія               | Ґрунт      | Chiara Dalbon        | Sandra Mantler Шеллі Стефенс         | 6-3, 6-4         |
| Перемога  | 2.   | 9 серпня 1998   | Катанія, Італія               | Ґрунт      | Chiara Dalbon        | Беттіна Фулько Jorgelina Torti       | 7-5, 6-4         |
| Runner–up | 3.   | 24 липня 2000   | Камайоре, Італія              | Ґрунт      | Giulia Meruzzi       | Eugenia Chialvo Хорхеліна Краверо    | 2-6, 1-6         |
| Поразка   | 4.   | 23 червня 2002  | Монтемор-у-Нову, Португалія   | Тверде     | Фредеріка Пієдаде    | Carlota Santos Неуза Сілва           | 4–6, 2–6         |
| Перемога  | 5.   | 20 липня 2002   | Frinton, Велика Британія      | Трава      | Michelle Summerside  | Irina Bulykina Євгенія Лінецька      | 6-3, 6-4         |
| Поразка   | 6.   | 4 серпня 2002   | Понтеведра, Іспанія           | Тверде     | Іпек Шенолу          | Неуза Сілва Фредеріка Пієдаде        | 2–6, 6–4, 2–6    |
| Перемога  | 7.   | 25 січня 2004   | Бергамо, Італія               | Килим (i)  | Кільдін Шевальє      | Іва Майолі Санда Мамич               | 6–4, 6–4         |
| Перемога  | 8.   | 13 березня 2005 | Неаполь, Італія               | Ґрунт      | Stefanie Haidner     | Анна Флоріс Giulia Meruzzi           | 6–4, 6–3         |
| Перемога  | 9.   | 7 травня 2005   | Катанія, Італія               | Ґрунт      | Джулія Казоні        | Джулія Габба Valentina Sulpizio      | 6-3, 6-3         |
| Перемога  | 10.  | 19 лютого 2006  | Сагне (місто), Канада         | Тверде (i) | Giulia Casoni        | Ракел Атаво Aleke Tsoubanos          | 6-4, 7-6(7-4)    |
| Перемога  | 11.  | 26 лютого 2006  | Saint-Georges, Канада         | Тверде (i) | Giulia Casoni        | Вероніка Хвойкова Домініка Цібулкова | 6-2, 3-6, 6-1    |
| Поразка   | 12.  | 4 березня 2007  | Лас-Вегас, США                | Тверде     | Марет Ані            | Вікторія Азаренко Тетяна Пучек       | 2-6, 4-6         |
| Перемога  | 13.  | 19 квітня 2008  | Барі, Італія                  | Ґрунт      | Анна Флоріс          | Штефані Фогт Полона Герцог           | 6-3, 6-3         |
| Перемога  | 14.  | 8 вересня 2008  | Сараєво, Боснія і Герцеговина | Ґрунт      | Polona Hercog        | Чагла Бююкакчай Юлія Глушко          | 6–4, 7–5         |
| Перемога  | 15.  | 5 квітня 2009   | Латиноамериканці, Італія      | Ґрунт      | Юлія Шруфф           | Марина Шамайко Emily Stellato        | 6-1, 6-4         |
| Поразка   | 16.  | 6 квітня 2009   | Монсон, Іспанія               | Тверде     | Маргаліта Чахнашвілі | Чень Ї (тенісистка) Весна Долонц     | 6–2, 4–6, [8–10] |
| Поразка   | 17.  | 19 жовтня 2014  | Жуе-ле-Тур, Франція           | Тверде (i) | Марія Елена Камерін  | Стефані Форец Амандін Есс            | def.             |

## Виступи у турнірах Великого шолома

### Одиночний розряд
| Турніри Великого шолома          |     |     |     |     |     |     |     |     |     |     |     |     |      |
| Australian Open                  | A   | 1р  | A   | 2р  | 3р  | 2р  | 2р  | A   | A   | A   | A   | A   | 5–5  |
| French Open                      | 1р  | 1р  | A   | A   | 1р  | 1р  | 1р  | A   | A   | A   | A   | A   | 0–5  |
| Вімблдонський турнір             | A   | 1р  | A   | 1р  | 2р  | 1р  | 1р  | A   | A   | A   | A   | A   | 1–5  |
| Відкритий чемпіонат США з тенісу | A   | 1р  | A   | 1р  | 1р  | 1р  | A   | A   | A   | A   | A   | A   | 0–4  |
| Перемоги-Поразки                 | 0–1 | 0–4 | 0–0 | 1–3 | 3–4 | 1–4 | 1–3 | 0–0 | 0–0 | 0–0 | 0–0 | 0–0 | 6–19 |

### Парний розряд
| Турнір                           | 2007 | 2010 | 2011 | 2012 | W–L  |
| -------------------------------- | ---- | ---- | ---- | ---- | ---- |
| Australian Open                  |      | 1р   | 1р   | 2р   | 1–3  |
| French Open                      | 1р   | 2р   | 1р   | 1р   | 1–4  |
| Вімблдонський турнір             |      | 1р   | 1р   |      | 0–2  |
| Відкритий чемпіонат США з тенісу |      | 1р   | 1р   |      | 0–2  |
| Перемоги-Поразки                 | 0–1  | 1–3  | 0–4  | 1–3  | 2–11 |